# Батишев, Антон Александрович
Батишев Антон Александрович (род. 1980, Саратов) — российский художник. Член Творческого союза художников России. Участник многих коллективных выставок. Его работы находятся у коллекционеров как в России так и за рубежом, а также в государственных музеях. Живет и работает в Саратове.  

## Биография
В 1999 году окончил Саратовское художественное училище имени Алексея Петровича Боголюбова.
В 2005 году окончил курсы по программе художника-постановщика на киностудии "Мосфильм".
Преимущественно работал на телевидении, киностудиях и дизайн-студиях Москвы.
В 2014 году награжден академической премией имени Кузьмы Сергеевича Петрова-Водкина.
В 2015 году награждён бронзовой медалью творческого союза художников России за вклад в отечественное изобразительное искусство.

## Выставки/Фестивали
- 2000 — молодежная выставка в союзе художников, Саратов
- 2000 — персональная выставка, дом искусств в Лысых горах
- 2000 — персональная выставка,Торгово-промышленная палата, Саратов
- 2014 — молодежная выставка в союзе художников, Саратов
- 2014 — Персональная выставка «Часы» в училище-интернате для инвалидов, Саратов
- 2014 — «Цирк судьбы», выставка иллюстраций, Тамбов
- 2014 — выставка «Наивное искусство», дом работников искусств, Саратов
- 2014 — «Алая роза», Дом-музей Павла Кузнецова, Саратов
- 2014 — «33 художника», Музей Чернышевского, Саратов
- 2014 — «Рождение мира», перинатальный центр, Саратов
- 2014 — «Красные ворота/против течения», передвижная выставка (Саратов-Тольятти-Уфа-Казань-Чебоксары-Москва)
- 2015 — «Между Волгой и Дунаем», Братислава, Москва
- 2015 — «Квадратный метр», Саратов, Казань, Москва
- 2015 — «Цифровое зазеркалье», Москва
- 2015 — «Диалоги с классикой», Москва
- 2016 — персональная выставка, галерея Михаила Семёновича Карминского, Франкфурт-на-Майне
- 2016 — участник кинофестиваля Саратовские страдания с роликом «Колбоса-любовь»
- 2016 — «Первый поволжский фестиваль современного искусства», Саратов
- 2016 — «Возвращение в Эдем на заре справедливости», галерея ИМХО, Саратов
- 2016 — «Красные ворота/против течения», передвижная выставка, государственный художественный музей имени А. Н. Радищева (Саратов), академия художеств (Москва)
- 2016 — «Космоса нет», галерея ИМХО, Саратов
- 2017 — Выставка на астероиде Бенуа при поддержке НАСА
- 2017 — «Вместо времени», дом работников искусства, Саратов
- 2017 — «Не заживающий рай», поволжское отделение академии художеств, Саратов
- 2017 — участник первого документального кинофестиваля имени Юрия Алексеевича Гагарина
- 2017 — участник кинофестиваля «Саратовские страдания» с роликом «Утраченный Саратов»
- 2017 — «Невозможное искусство и оптические иллюзии в технике эмаль», поволжское отделение академии художеств, Москва, Саратов
- 2017 — «Цифровое зазеркалье 3.0», галерея «Нагорная», Москва
- 2017 — выставка пасхального плаката, Dukley gallery, Черногория
- 2017 — «Палитры», государственный художественный музей имени А. Н. Радищева
- 2017 — «Великий шелковый путь/ Янцзы – Волга – Дунай» Чунцин (КНР), июнь - Красноярск, июль-август— Саратов, 25 авг.-10 сентября - Москва, 15-30 сентября (Россия) — Братислава, октябрь-ноябрь (Словакия) – Мюнхен, ноябрь-декабрь (Германия).
- 2017 — «Золотая пчела/1917-2017», Европа.
- 2017 — «Миллиард пикселей», Смоленск, Москва
- 2017 — «Время ждёт», галерея «А3», Москва
- 2017 — «Экона», ТСХЗ РБ, Уфа
- 2018 — «Л.О.Х. Реминисценции», Саратов
- 2018 — «Красота», Москва
- 2018 — «КОГО ТЫ ЛЕЧИШЬ?!» Галерея ИМХО, Саратов
- 2018 — «Трагедия в углу» музей Москвы, Москва
- 2019 — «Архитектура. Время. География.», Саратов, Москва
- 2019 — фестиваль современного искусства «Диалоги с классикой», Саратов
- 2019 — «Актуальная Россия», Саратов
- 2020 — «Свет. Форма. Цвет», Москва
- 2020 — «HOLO/Graphic/Neurovision» онлайн выставка «РОСИЗО»
- 2020 — «Внутренние иллюзии» онлайн выставка в «Artmondays»
- 2020 — «Анализ без синтеза», Владимир, Санкт-Петербург, Оренбург, Ставрополь, Калуга, Москва
- 2020 — «День победы со слезами на глазах», Саратов
- 2020 — «Социальная дистанция», Москва
- 2020 — «Красные ворота», Москва, Саратов, Тольятти, Саранск, Казань, Киров